# アペリーの定理
数学において、アペリーの定理 (Apéry's theorem) は、アペリーの定数 ζ(3) が無理数であるという、数論の結果である。つまり、数
{\displaystyle \zeta (3)=\sum _{n=1}^{\infty }{\frac {1}{n^{3}}}={\frac {1}{1^{3}}}+{\frac {1}{2^{3}}}+{\frac {1}{3^{3}}}+\dotsb =1.2020569\ldots }
は p と q を整数として分数 p/q の形に書くことはできない。
リーマンのゼータ関数の偶数 2n (n > 0) における特殊値はベルヌーイ数を用いて表すことができ、したがって無理数であることが分かるのだが、奇数 2n + 1 (n > 0) において一般に有理数であるのか無理数であるのかは、無理数であると予想されてはいるが、未解決のままである。
1978年にフランスの数学者ロジェ・アペリーが、周囲が全く予期しないうちに、この事実の証明を発表した。アペリーの証明は、一箇所手計算ではできないところが含まれているといわれており、またその方法が未だに他の ζ の奇数値に対して一般化できないこともあり、非常に謎めいたものとなっている。後にフリッツ・ボイカーズのルジャンドル多項式を使った証明やユーリイ・ネステレンコの証明などが発表されている。
アペリーはフランス人数学者で、当時隆盛を誇っていたブルバキとは独立にこの方法を開拓した。

## 歴史
レオンハルト・オイラーは n が正の整数であるときにある有理数 p/q に対して
{\displaystyle {\frac {1}{1^{2n}}}+{\frac {1}{2^{2n}}}+{\frac {1}{3^{2n}}}+{\frac {1}{4^{2n}}}+\dotsb ={\frac {p}{q}}\pi ^{2n}}
であることを証明した。具体的には、左辺の無限級数を ζ(2n) と書いて、彼は
{\displaystyle \zeta (2n)=(-1)^{n+1}{\frac {B_{2n}(2\pi )^{2n}}{2(2n)!}}}
を示した。ここで Bn はベルヌーイ数であり、有理数である。πn が常に無理数であると証明されてからは、これは ζ(2n) がすべての正の整数 n に対して無理数であることを示している。
奇数に対するいわゆるゼータ定数、正の整数 n に対する値 ζ(2n+1) に対しては、π によるそのような表示は知られていない。これらの量の比
{\displaystyle {\frac {\zeta (2n+1)}{\pi ^{2n+1}}}}
はすべての整数 n ≥ 1 に対して超越数であることが予想されている。
このため、奇数に対するゼータ定数は、すべて超越数であると信じられているにもかかわらず、無理数であることの証明は見つかっていなかった。しかしながら、1978年6月、ロジェ・アペリーは "Sur l'irrationalité de ζ(3)"（ζ(3)の無理性に関して）という題の講演を行った。講演において彼は ζ(3) と ζ(2) が無理数であることの証明の概略を話した。後者は π を用いた表示に頼るのではなく前者のための手法を単純化したものを用いた。結果の全く予想外の性質とアペリーの主題への無感動で非常に概略的なアプローチのために、聴衆の数学者の多くは証明には欠陥があると捨て去った。しかしながら、アンリ・コーエン、ヘンドリック・レンストラ、アルフレッド・ファン・デル・ポールテンはアペリーは良い線を行っているかもしれないと思い、彼の証明の確認を始めた。2ヶ月の後に彼らはアペリーの証明の確認を終わり、8月18日にコーエンは証明の全詳細を与える講演を行った。講演の後アペリー自身が演説をし彼のアイデアのもととなったものを説明した。

## アペリーの証明
アペリーのオリジナルの証明はペーター・グスタフ・ディリクレの有名な無理数性判定法に基づいていた。それは数 ξ は次の条件を満たすならば無理数であるというものである：ある固定された c, δ > 0 に対して、
{\displaystyle \left|\xi -{\frac {p}{q}}\right|<{\frac {c}{q^{1+\delta }}}}
となる互いに素な整数 p, q が無限に存在する。
アペリーの出発点は ζ(3) の級数表示
{\displaystyle \zeta (3)={\frac {5}{2}}\sum _{n=1}^{\infty }{\frac {(-1)^{n-1}}{n^{3}{\binom {2n}{n}}}}}
であった。大雑把に言えば、次にアペリーはこの級数と同じくらい早く ζ(3) に収束する数列 cn,k を定義した。具体的には、
{\displaystyle c_{n,k}=\sum _{m=1}^{n}{\frac {1}{m^{3}}}+\sum _{m=1}^{k}{\frac {(-1)^{m-1}}{2m^{3}{\binom {n}{m}}{\binom {n+m}{m}}}}}
である。それから彼はさらに、商がほぼ cn,k である2つの数列 an と bn を定義した。これらの数列は
{\displaystyle a_{n}=\sum _{k=0}^{n}c_{n,k}{\binom {n}{k}}^{2}{\binom {n+k}{k}}^{2}}
および
{\displaystyle b_{n}=\sum _{k=0}^{n}{\binom {n}{k}}^{2}{\binom {n+k}{k}}^{2}}
であった。数列 an/bn は判定法を適用するのに十分早く ζ(3) に収束するのであるが、残念なことに an は n = 2 以降整数ではない。それでもアペリーは、適当な整数を an と bn に掛けてこの問題に対処してもなお収束は無理性を保証するのに十分早いことを示したのである。

## 後の証明
アペリーの結果から一年も経たないうちに別の証明がフリッツ・ボイカーズによって見つかった。彼はアペリーの級数をずらしルジャンドル多項式 {\displaystyle {\tilde {P_{n}}}(x)} を含む積分に置き換えた。後にHadjicostas's formulaへと一般化されることになる表現を用いて、ある整数 An と Bn （数列 A171484 および A171485）に対して
{\displaystyle \int _{0}^{1}\!\!\int _{0}^{1}{\frac {-\log(xy)}{1-xy}}{\tilde {P_{n}}}(x){\tilde {P_{n}}}(y)\,dxdy={\frac {A_{n}+B_{n}\zeta (3)}{\operatorname {lcm} \left[1,\ldots ,n\right]^{3}}}}
となることをボイカーズは示した。部分積分と、ζ(3) が有理数 a/b に等しいという仮定を用いて、ボイカーズは最終的に次の不等式を導出した：
{\displaystyle 0<{\frac {1}{b}}\leq \left|A_{n}+B_{n}\zeta (3)\right|\leq 4\left({\frac {4}{5}}\right)^{n}.}
最右辺は 0 に収束するからいずれ 1/b を下回り、これは矛盾である。
ヴァディム・ズディリンによるより最近の証明はアペリーのオリジナルの証明をより思い起こさせるものであり、ユーリイ・ネステレンコによる第四の証明とも類似している。後のこれらの証明は再びある正の定数以上であるのに 0 に収束する数列を構成することによって ζ(3) が有理数であるという仮定から矛盾を導く。超幾何級数を使っていて、それらは早期の証明よりもいくぶん分かりづらい。

## さらに大きなゼータ定数
アペリーとボイカーズは級数表示
{\displaystyle \zeta (2)=3\sum _{n=1}^{\infty }{\frac {1}{n^{2}{\binom {2n}{n}}}}}
のおかげで彼らの証明を ζ(2) のために単純化できた。アペリーの手法の成功のおかげで、
{\displaystyle \zeta (5)=\xi _{5}\sum _{n=1}^{\infty }{\frac {(-1)^{n-1}}{n^{5}{\binom {2n}{n}}}}}
という性質を持つ数 ξ5 の研究がなされた。もしそのような ξ5 が見つかれば、アペリーの定理の証明のために使われた手法は ζ(5) が無理数であることの証明に使えると期待される。しかし不幸なことに、コンピュータによる広範な探索はそのような定数を見つけることに失敗しており、実は今では次のことが知られている。ξ5 が存在し、かつ次数が高々 25 の代数的数であれば、その最小多項式の係数は巨大、少なくとも 10383 でなければならない。そのため、アペリーの証明を拡張して大きい奇数のゼータ定数に取り組むことはうまくいきそうにない。
それにも関わらず、この領域を研究する多くの数学者は近いうちにブレイクスルーがくることを予期している。実際、ヴァディム・ズディリンとTanguy Rivoalによる最近の研究は ζ(2n+1) のうち無限個は無理数でなければならないことを示しており、ζ(5), ζ(7), ζ(9), ζ(11) のうち少なくとも1つは無理数でなければならないことまでも示している。彼らの研究はゼータ関数の値に線型形式を用いており、それらを評価して奇数におけるゼータ関数の値によって張られるベクトル空間の次元をおさえる。Zudilin が彼のリストをさらに短くして1つだけの数にするという望みは実現しなかったが、この問題に関する研究はなお活発に行われている。Higher zeta constants は物理への応用がある： 量子スピン鎖の相関関数を記述するのである。例えば文献を参照。